# Йохан VII фон Левенщайн
Йохан VII фон Левенщайн (на немски: Johann VII von Lewenstein; † 23 юли 1439)е благородник от род фон Левенщайн в Рейнланд-Пфалц.
Той е син на Йохан V фон Левенщайн ’Млади’ († 4 юли 1421) и съпругата му Илеа фон Тан, дъщеря на Йохан фон Тан († 1404) и Ирмгард фон Щайнкаленфелс († 1404). Внук е на Йохан III фон Левенщайн († 1420) и Анна фон Оберщайн († сл. 1422). Потомък е на Волфрам фон Петра († сл. 1074). Роднина е на Вилхелм фон Льовенщайн († 1579), амтсман и епископ на Шпайер.
Фамилията Левенщайн построява ок. 1180 г. замък Левенщайн (наричан също Льовенщайн) при Нидермошел, който служи за защита на близката сребърна мина.

## Фамилия
Йохан VII фон Левенщайн се жени за Елза фон Хунолщайн († сл. 1454), дъщеря на фогт Йохан I фон Хунолщайн († 1396) и Елизабет Кемерер фон Вормс († 1388), дъщеря на Йохан Кемерер фон Вормс († 1363) и Елизабет фон Роденщайн. Те имат една дъщеря:
- Анна фон Левенщайн († сл. 1449), омъжена за Хайнрих I фон Ратзамхаузен († 1 октомври 1449)